# 大東功一
大東 功一（おおひがし こういち、1979年10月3日 - ）は、日本の元ラグビー選手。

## プロフィール
- 大阪府出身。
- ポジションはフルバック(FB)。
- 身長 177cm、体重 74kg
- 日本代表キャップは7。
- 日本Ａ代表に選ばれたことがある[1]。

## 略歴
1998年、東海大仰星高校卒業後、東海大学に入学する。
2001年、東海大学体育会ラグビーフットボール部の主将に就任した。
2002年、東海大学卒業後、NECグリーンロケッツに加入。
2015年、現役を引退した。